# Église Saint-Lubin de Suèvres
Pour les articles homonymes, voir Église Saint-Lubin.
L'église Saint-Lubin est une église catholique située à Suèvres, en France.

## Localisation
L'église est située dans le département français de Loir-et-Cher, sur la commune de Suèvres.

## Historique
L'édifice est classé au titre des monuments historiques en 1862.